# Georges Dufrénoy
Pour les articles homonymes, voir Dufrenoy.
Georges Léon Dufrenoy né à Thiais le 20 juin 1870 et mort à Salles-en-Beaujolais le 9 décembre 1943 est un peintre postimpressionniste français.

## Biographie
Après la Commune, les parents de Georges Dufrenoy s'installent dans un appartement au 2, place des Vosges à Paris, adresse qu'il habitera toute sa vie.
En 1875, il entre chez les Oratoriens, à l'école Massillon au 2, quai des Célestins, où il fait toutes ses études. En 1887, il hésite entre la  vocation d'architecte et celle d'artiste peintre ; cette dernière l'emporte. Il s'inscrit cette année-là aux cours de l'Académie Julian dans l'atelier de Jean-Paul Laurens. En 1890, le peintre Désiré Laugier le prend dans son atelier comme unique élève et lui fait faire de sérieux progrès durant deux ans de travail intensif.
Le courant de l'impressionnisme triomphe à ses débuts en 1895. Ses premières toiles sont fortement influencées par ses aînés, et il commence à exposer.
En 1902, il effectue son premier voyage de travail à Venise et sera profondément impressionné tant par la ville que par ses maîtres Titien, Tintoret et Véronèse. Il s'y rend tous les ans pour peindre, à l'exception de la période 1914-1920, et ce jusqu'en 1939.
Il présente trois toiles au Salon international de Reims en 1903 et expose au Salon des indépendants de 1904.
En 1905, il parcourt l'Italie pour peindre avec son ami Pierre Girieud.
Il devient sociétaire du Salon d'automne. Par la suite, il devient membre de son comité puis du conseil d'administration. Il y expose jusqu'à sa mort.
Au Salon des indépendants, Bernheim-jeune lui achète sa toile Rue à l'omnibus.
Il fait sa première exposition à la galerie Druet au 20, rue Royale. Il est alors représenté par Druet avec, entre autres, Pierre Bonnard, André Derain, Émile Othon Friesz, Albert Marquet et Édouard Vuillard jusqu'en 1938, date de la fermeture. Ses toiles continuent à être exposées dans plusieurs galeries, notamment à la galerie Katia Granoff.
Le 9 avril 1907, Marius-Ary Leblond publie dans la Revue illustrée un long article illustré sur l'œuvre de Dufrenoy, dans lequel il classe le peintre au premier rang de ceux de la nouvelle génération.
Dès lors, Georges Dufrenoy expose régulièrement.

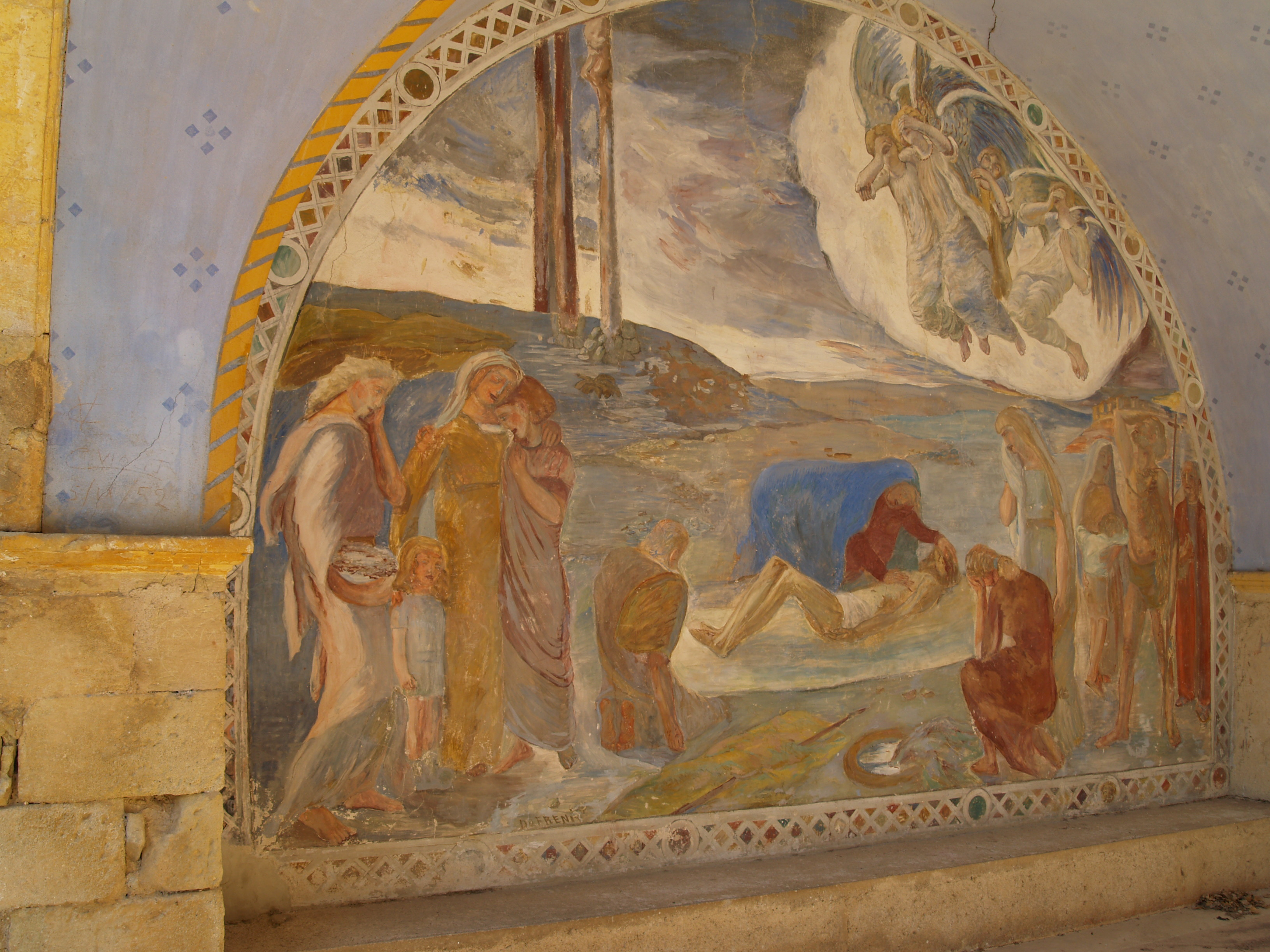
Piéta, fresque, narthex de la chapelle de l'ermitage de Saint-Pancrace à Grambois.

En 1912, il réalise une Pièta dans le narthex de l'ermitage de Saint-Pancrace, dépendant du château de Pradine à Grambois, que les critiques la saluent comme « une œuvre de décoration monumentale ». À la même époque, ses amis Pierre Girieud et Alfred Lombard y composèrent chacun également une fresque.
Le 29 janvier 1914, Georges Dufrenoy épouse, à la cathédrale de Montpellier, Marguerite de Baroncelli-Javon (1886-1976), sœur du manadier Folco de Baroncelli-Javon et du cinéaste Jacques de Baroncelli. Elle est reine du Félibrige de 1906 à 1913 sous le capoulié (la présidence) de Mistral, et l'égérie du poète provençal Joseph d'Arbaud. De leur union naissent deux garçons et deux filles.
Il est ensuite mobilisé durant la Première Guerre mondiale.
En 1921, il présente des toiles au Salon triennal de Liège.
En 1925, il est nommé, avec son ami Louis Valtat, chevalier de la Légion d'honneur par Édouard Herriot, lequel est un admirateur de son œuvre.
En 1928, il participe aux expositions d'art moderne français à l'étranger, notamment en Hongrie et Pologne.
En 1929, il reçoit le prix Carnegie à Pittsburgh aux États-Unis, pour le tableau Nature morte au violon, que lui achète la fondation.
En 1930, considéré comme un des plus grands peintres de Venise de sa génération, il participe à la 17e exposition des beaux-arts de Venise.
En 1931, il participe à une exposition de peintres français en Norvège, Suède, Lettonie et Danemark et expose deux toiles au musée de Pittsburgh aux États-Unis.
En 1936, il dessine une affiche au fusain pour le Salon d'automne (Vue de Lyon). Il est nommé membre du jury du prix de Rome, fonction qu'il assume jusqu'en 1942.
En 1937, il expose six toiles au Petit Palais au Salon des maîtres de l'art indépendant. Il dessine la couverture du catalogue du Salon d'automne et de l'invitation au vernissage.
En 1938, il est promu officier de la Légion d'honneur.
En 1940, il se réfugie dans sa demeure du Beaujolais. Il se rend quelquefois à Paris en franchissant clandestinement la ligne de démarcation entre la zone libre et la zone occupée.

## Son œuvre
Que ce soit à Venise, Bruxelles, Paris ou Lyon, Dufrenoy aime architecturer ses œuvres. Influencé par l'impressionnisme, il va peindre dans les années 1893 à 1895 plusieurs vues de Paris dans la brume (Les Buttes Chaumont, Soleil et brume, Les quais de Bercy), ainsi que des vues de Lyon et du Beaujolais.
De Venise, il peint des vues des toits, des campaniles, les portes des palais, le pont du Rialto, San Giorgio Maggiore.

Œuvres de Georges Dufrenoy
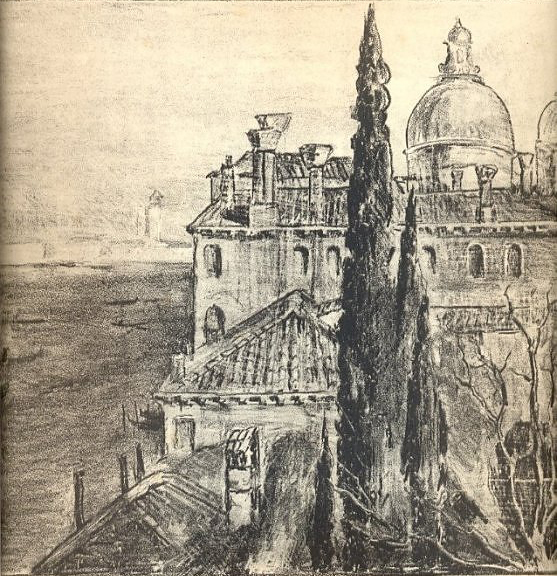
Jardin d'un Palais à Venise, fusain, localisation inconnue.
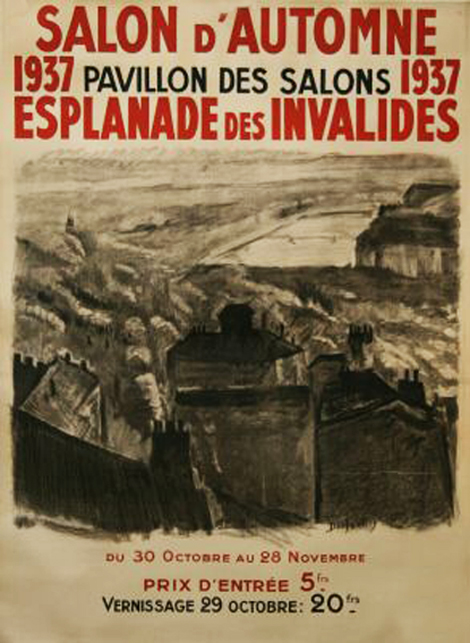
Vue de Lyon (1937), affiche du Salon d'automne.

### Illustrations
- Gustave Flaubert, Par les champs et par les grèves, Pyrénées - Corse, Paris, Édition du Centenaire, Librairie de France, 1929.

## Œuvres dans les collections publiques
Algérie
- Alger, musée national des Beaux-Arts : Place des Vosges.

Belgique
- Bruxelles, musée royal d'Art moderne : Nature morte au piano-forte et au violon.
- Gand, musée des Beaux-Arts : Vue de Sienne.

États-Unis
- Détroit, Fondation Chrysler : La Place de la Bastille, achat en 1953.
- Pittsburgh, Carnegie Museum of Art : Nature morte au violon, 1929.

France
- Albi, musée Toulouse-Lautrec :
  - Place des Vosges un jour de pluie ;
  - Saint-Étienne-la-Varenne en Beaujolais.
- Nantes, musée des Beaux-Arts : Nature morte au faisan, 1928.
- Paris :
  - Collections de la Ville de Paris[réf. nécessaire] :
    - Le vieil Hôtel Fieubet à Paris, 1935 ;
    - Intérieur, 1936 ;
    - La villa Paradiso à Gênes, 1938.

  - maison de Victor Hugo : La Maison Victor Hugo à Bruxelles, 1933.
  - musée d'Art moderne de Paris : Nature morte à la langouste, 1930.
  - musée national d'Art moderne :
    - Roses rouges à Venise, 1903[2] ;
    - Le Palais Pisani à Venise ;
    - Le Violon, 1926[3] ;
    - Portail de palais à Venise, 1930 ;
    - Vue de Sienne, 1907, legs de Paul Jamot en 1943[4] ;
    - Nature morte à la langouste, 1937[5].

- Reims, musée des Beaux-Arts
  - Hôtel Sully au Marais[6]
  - Vases et broderies[7]
  - Toits à Venise[8]

Royaume-Uni
- Birmingham, Birmingham Museum and Art Gallery : La Place des Vosges.

Russie
- Moscou, musée des Beaux-Arts Pouchkine : L'Omnibus Bastille-Madeleine, 1906[9].
- Saint-Pétersbourg, musée de l'Ermitage : L'Hôtel de Soubise.

Serbie
- Belgrade, Musée national : Nature morte aux fleurs, 1935.